# Гафуров, Марат Шайхалгаджиевич
Мара́т Шайхалгаджи́евич Гафу́ров — российский боец смешанных единоборств. Бывший чемпион M-1 Challenge в полулёгком весе, выступал в организации ONE Championship и бывший чемпион этой организации (2015-2017). По национальности кумык.

## Биография
Родился 21 ноября 1985 года. Молодые годы прошли в с. Ишкарты Буйнакского района. Там же он учился в школе до 10 класса. Марат всегда отличался большой силой. После переезда в Махачкалу, рядом с его домом находился спортивный клуб Аманат, эта школа и определила его дальнейшую жизнь. На тренировках он выкладывался по полной, занимался целыми днями. Он любил борьбу с ребятами отличавшихся более крупными габаритами, сам того не понимая, он встает на путь джиу-джитсу.
В 2000 году вместе с семьей переехал в столицу Дагестана, Махачкалу. В том же году начал заниматься ушу-саньда в клубе «Аманат». В 2005-м году одновременно начал заниматься джиу-джитсу под руководством Абдуллы Магомедова и через два месяца одержал победу на первенстве Дагестана. Позже стал 5-кратным чемпионом республики по джиу-джитсу.
Начал выступать по армейскому рукопашному бою, боевому самбо, грэпплингу. 2-кратный чемпион Дагестана по грэпплингу, чемпион ЮФО и России по грэпплингу чемпион ADCC (Submission Wrestling World Championship), чемпион России и Евразии по полноконтактному рукопашному бою, победитель многочисленных международных турниров по джиу-джитсу, победитель чемпионата мира по джиу-джитсу (Абу Даби 2013) среди пурпурных поясов, призёр чемпионата мира по кик-джитсу (2006), чемпион мира по панкратиону (2010, Болгария), Непобежденный чемпион M-1 Challenge в полулегком весе. Первый бой по правилам ММА провел на турнире в Сочи в 2009 году. Тренируется в клубе Top Team под руководством Юсупа Саадулаева. Окончил факультет психологии Дагестанского государственного педагогического университета имени Гамзата Цадасы.

## Достижения
- Чемпион мира по панкратиону (FILA) 2010,
- Чемпион России по грэпплингу (ADCC) 2011—2012,
- Чемпион мира по грэпплингу (FILA) 2010,
- Призёр Кубка мира по кик-джитсу (2007),
- Чемпион Евразии по полкноконтактному рукопашному бою,
- Чемпион мира по бразильскому Джиу-Джитсу 2013г среди пурпурных поясов,
- Серебряный призёр чемпионата мира по бразильскому Джиу-Джитсу 2014г среди коричневых поясов ,
- Чемпион всемирных игр по Джиу-Джитсу 2013г,
- Непобежденный Чемпион M-1 Challenge в полулегком весе.
- Обладатель чёрного пояса по BJJ.
- Чемпион One FC в полулегком весе.

## Статистика боёв
| Результат | Рекорд | Соперник               | Способ                                                | Турнир                                     | Дата             | Раунд | Время | Место                   | Примечание                                                    |
| --------- | ------ | ---------------------- | ----------------------------------------------------- | ------------------------------------------ | ---------------- | ----- | ----- | ----------------------- | ------------------------------------------------------------- |
| Победа    | 19-4   | Ариэль Секстон         | Техническим нокаутом (удары)                          | One Championship: ONE 159                  | 22 июля 2022     | 3     | 4:15  | Каланг, Сингапур        |                                                               |
| Поражение | 18-4   | Рай Юн Ок              | Решением (единогласным)                               | One Championship: One on TNT 3             | 7 апреля 2021    | 3     | 5:00  | Каланг, Сингапур        |                                                               |
| Победа    | 18-3   | Лоуэн Тайнанес         | Решением (раздельным)                                 | One Championship: Collision Course         | 18 декабря 2020  | 3     | 5:00  | Каланг, Сингапур        |                                                               |
| Поражение | 17-3   | Юрий Лапикус           | Сабмишном (удушение сзади)                            | One Championship: Warrior's Code           | 7 февраля 2020   | 1     | 1:07  | Джакарта, Индонезия     |                                                               |
| Победа    | 17-2   | Тетсуя Ямада           | Решением (единогласным)                               | One Championship: For Honor                | 3 мая 2019       | 3     | 5:00  | Джакарта, Индонезия     |                                                               |
| Поражение | 16-2   | Койоми Мацушима        | Техническим нокаутом (добивание)                      | One Championship: Conquest of Heroes       | 22 сентября 2018 | 1     | 2:41  | Джакарта, Индонезия     |                                                               |
| Победа    | 16-1   | Эмилио Уруша           | Техническим сабмишном (удушение ручным треугольником) | One Championship: Heroes of Honor          | 20 апреля 2018   | 1     | 2:34  | Пасай, Филиппины        |                                                               |
| Поражение | 15-1   | Мартин Нгуен           | Нокаутом (удар)                                       | One Championship: Quest for Greatness      | 18 августа 2017  | 2     | 1:27  | Куала-Лумпур, Малайзия  | Утратил титул чемпиона One FC в полулегком весе.              |
| Победа    | 15-0   | Нарантангалаг Джадамба | Сабмишном (удушение сзади)                            | One Championship: Defending Honor          | 11 ноября 2016   | 1     | 4:51  | Каланг, Сингапур        | Защитил титул чемпиона One FC в полулегком весе.              |
| Победа    | 14-0   | Кацунори Йокота        | Сабмишном (удушение сзади)                            | One Championship 43 - Kingdom of Champions | 27 мая 2016      | 2     | 4:25  | Бангкок, Таиланд        | Защитил титул чемпиона One FC в полулегком весе.              |
| Победа    | 13-0   | Нарантангалаг Джадамба | Сабмишном (удушение сзади)                            | One Championship - Dynasty of Champions    | 21 ноября 2015   | 4     | 4:39  | Пекин, Китай            | Завоевал титул постоянного чемпиона One FC в полулегком весе. |
| Победа    | 12-0   | Мартин Нгуен           | Сабмишном (удушение сзади)                            | One Championship - Odyssey of Champions    | 27 сентября 2015 | 1     | 0:41  | Джакарта, Индонезия     | Бой за титул временного чемпиона One FC в полулегком весе.    |
| Победа    | 11-0   | Эв Тинг                | Сабмишном (удушение сзади)                            | One Championship 27 - Warrior's Quest      | 22 мая 2015      | 1     | 4:30  | Каланг, Сингапур        |                                                               |
| Победа    | 10-0   | Роб Лисита             | Сабмишном (удушение сзади)                            | One FC 21 - Roar of Tigers                 | 17 октября 2014  | 1     | 1:08  | Куала-Лумпур, Малайзия  |                                                               |
| Победа    | 9-0    | Ли Моррисон            | Решением (единогласным)                               | M-1 Global - M-1 Challenge 47              | 4 апреля 2014    | 5     | 5:00  | Оренбург, Россия        | Защитил титул чемпиона M-1 Challenge в полулегком весе.       |
| Победа    | 8-0    | Юрий Ивлев             | Техническим нокаутом (удары)                          | M-1 Global - M-1 Challenge 41              | 21 августа 2013  | 2     | 3:56  | Санкт-Петербург, Россия | Защитил титул чемпиона M-1 Challenge в полулегком весе.       |
| Победа    | 7-0    | Вугар Бахшиев          | Сабмишном (удушение сзади)                            | M-1 Challenge 35 - Emelianenko vs. Monson  | 15 ноября 2012   | 1     | 4:18  | Санкт-Петербург, Россия | Бой за звание чемпиона M-1 Challenge в полулегком весе.       |
| Победа    | 6-0    | Жоаким Апи             | Сабмишном (удушение треугольником)                    | POC - Pride of Caucasus                    | 23 сентября 2012 | 1     | 2:22  | Хасавюрт, Россия        |                                                               |
| Победа    | 5-0    | Майрбек Тайсумов       | Решением (раздельным)                                 | M-1 Global - Fedor vs. Rizzo               | 21 июня 2012     | 3     | 5:00  | Санкт-Петербург, Россия |                                                               |
| Победа    | 4-0    | Давид Козма            | Сабмишном (удушение сзади)                            | M-1 Challenge 31 - Monson vs. Oleinik      | 16 марта 2012    | 2     | 2:10  | Санкт-Петербург, Россия |                                                               |
| Победа    | 3-0    | Шейх-Магомед Арапханов | Решением (единогласным)                               | M-1 Challenge 29 - Samoilov vs. Miranda    | 19 ноября 2011   | 3     | 5:00  | Уфа, Россия             |                                                               |
| Победа    | 2-0    | Юрий Власенко          | Сабмишном (удушение сзади)                            | M-1 Selection Ukraine 2010 - Round 6       | 6 ноября 2010    | 1     | 1:18  | Киев, Украина           |                                                               |
| Победа    | 1-0    | Шамиль Гаджиев         | Сабмишном (рычаг локтя)                               | Challenge Cup - Mix Fight 3                | 4 июня 2010      | 1     | 3:10  | Сочи, Россия            | Дебют                                                         |